# Tutti in carcere
Tutti in carcere (Todos a la cárcel) è un film del 1993 diretto da Luis García Berlanga.